# Chrysopa thibetana
Chrysopa thibetana is een insect uit de familie van de gaasvliegen (Chrysopidae), die tot de orde netvleugeligen (Neuroptera) behoort. 
Chrysopa thibetana is voor het eerst wetenschappelijk beschreven door McLachlan in 1887.